# Lotononis monophylla
Lotononis monophylla är en ärtväxtart som beskrevs av William Henry Harvey. Lotononis monophylla ingår i släktet Lotononis och familjen ärtväxter. Inga underarter finns listade i Catalogue of Life.